# Необоротные активы
Необоротные активы – это материальные и нематериальные ресурсы, принадлежащие предприятию и обеспечивающие его функционирование, срок полезной эксплуатации которых составляет более одного года или операционного цикла, если он превышает год.
Нематериальные активы — это активы долгосрочного использования, которые не имеют материально-предметной формы, но имеют стоимостную оценку и использование которых приносит экономические выгоды.
В зависимости от назначения и функций, нематериальные активы делятся на три группы:
- интеллектуальная собственность
- имущественные права
- отложенные расходы (капитализирующиеся расходы). К отложенным расходам можно отнести стоимость прав на ведение деятельности, на использования ряда экономических привилегий (защита от недобросовестной конкуренции) и прочие расходы, которые в силу их понесения в связи с долгосрочными намерениями подлежат капитализации.

Материальные активы- земля или право на её использование; 
- здания и сооружения производственного и непроизводственного назначения;
- административные здания
- жилищные, детские, учебные, лечебные, оздоровительные и иные здания, помещения, находящиеся на балансе предприятия
- установленное и неустановленное производственное оборудование
- движимое имущество непроизводственного назначения
- запасы сырья, топлива, полуфабрикатов и готовой продукции
- имущество, основные средства, здания или сооружения, земельные участки, сданные в аренду
- принадлежащие предприятию филиалы, дочерние компании, если они не имеют статуса юридического лица, а их балансы не разделены с балансом данного предприятия